# Північний Хартум

Положення району Північний Хартум на адміністративній мапі Судану

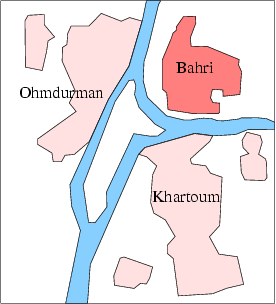
Схема Омдурмана, Хартума і Північного Хартума

Північний Хартум (араб. الخرطوم بحرى, Ель-Хартум-Бахрі) — місто в Судані, на правому березі річки Блакитний Ніл, біля злиття його з Білим Нілом. 936 349 жителів (за даними на 2012 рік). Разом з містами Хартум і Омдурман утворює так зване «потрійне місто» (агломерацію).

## Географія і клімат

### Географія
Північний Хартум розташований біля міста Хартум, в місці злиття Білого і Блакитного Нілу, на правому (східному) березі Блакитного Нілу (а потім просто Нілу), в центральному Судані. Місто пов'язане мостами з Хартумом і Омдурманом. Висота над рівнем моря — 390 м.

### Клімат
Клімат тропічний, середня температура січня: 23 °C, липня: +34 °C, норма опадів: 160 мм на рік.

## Історія
До 1903 року називався Хальфайя. Розвивався як північне передмістя Хартума, з яким пов'язаний мостом і трамвайною лінією.
Після вибухів бомб в американських посольствах в 1998 році США, поклавши провину за них на мусульманську екстремістську організацію «Аль-Каїда», 20 серпня відповіли ударами крилатих ракет по таборах «Аль-Каїди» в Афганістані та по фармацевтичній фабриці «Аль-Шифа» в Північному Хартумі. Фабрика Аль-Шифа була зруйнована США з кількох причин, включаючи ймовірні зв'язки між власниками заводу і Аль-Каїдою.

## Населення
Дані про населення різняться (і дуже сильно). Крім даних представлених нижче, в різних джерелах існують дані про населення: 1973 рік — 161 000 (Вікіпедія), 2006 рік — 1,6 млн. (Енциклопедія Країни і міста), 2007 рік, оцінка — 1725570, без певної дати — 920 600 (Геополітікс.ру).
| Рік  | Населення                |
| ---- | ------------------------ |
| 1956 | 39100 чоловік            |
| 1973 | 150 989 чоловік          |
| 1983 | 341 155 чоловік          |
| 1993 | 700 887 чоловік          |
| 2008 | 889 000 чоловік          |
| 2010 | 904 170 чоловік (оцінка) |

## Економіка
Північний Хартум — головний промисловий центр країни, промислова столиця. Тут знаходяться основні підприємства (у тому числі залізничні майстерні, верфі річкових суден, підприємства легкої, харчової, обробної та металообробної, фармацевтичної та текстильної промисловості). Північний Хартум — центр торгівлі бавовною, зерном, фруктами, і домашньою худобою; галузі промисловості включають дублення, пивоваріння та первинну переробку сільськогосподарської продукції.
Багате передмістя швидко зростає на схід від міста, уздовж Блакитного Нілу.

## Транспорт
Північний Хартум — транспортний аванпост столиці. Залізнична станція.